# Marienbad Weißig

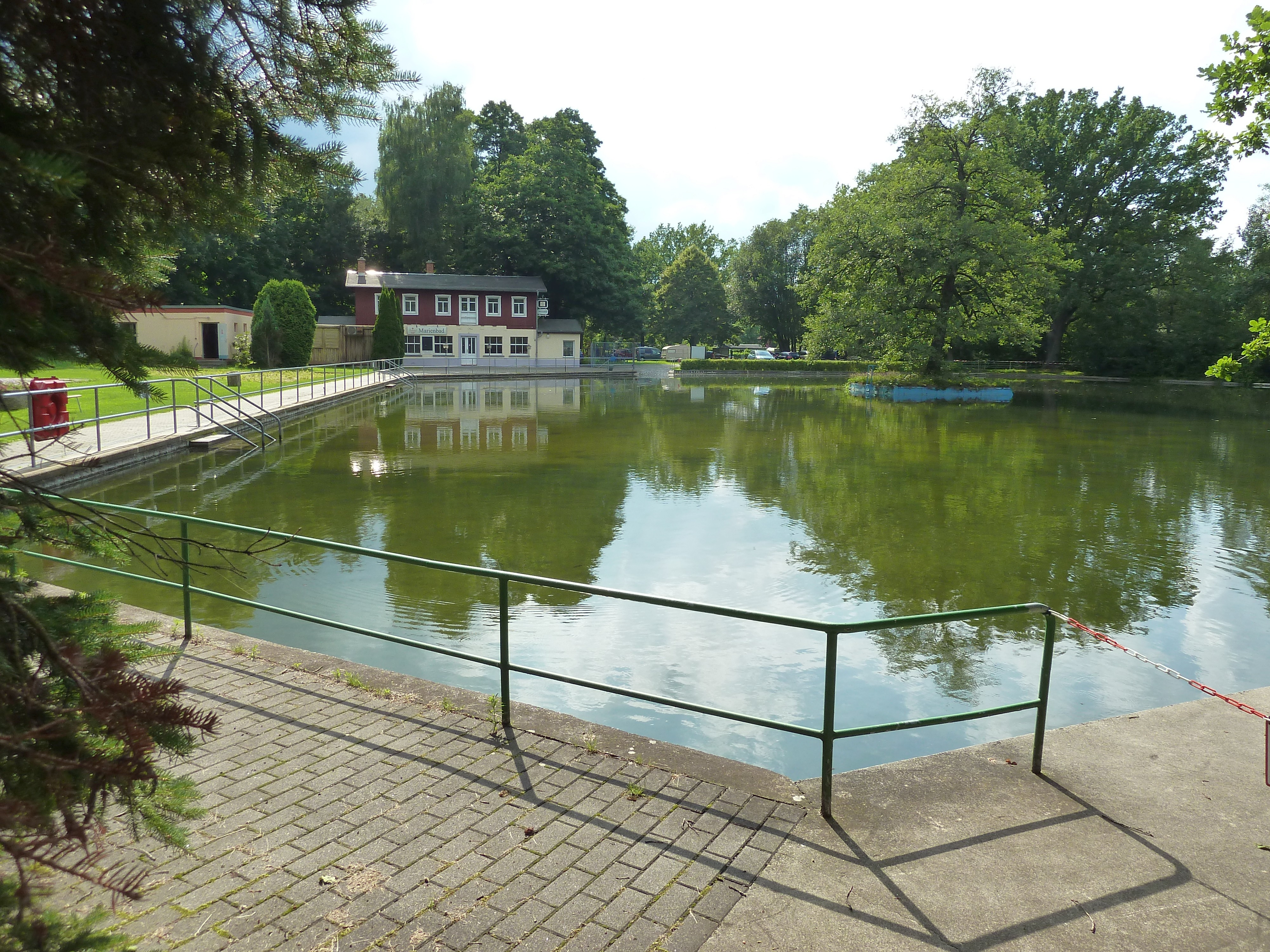
Die Badestelle Weißig 2021

Das ehemalige Marienbad Weißig (heute: Badestelle Weißig) ist ein Freibad im Dresdner Ortsteil Weißig. Das Naturbad wurde Anfang des 20. Jahrhunderts eröffnet.

## Geschichte

Ansicht um 1924

Ansicht um 1939

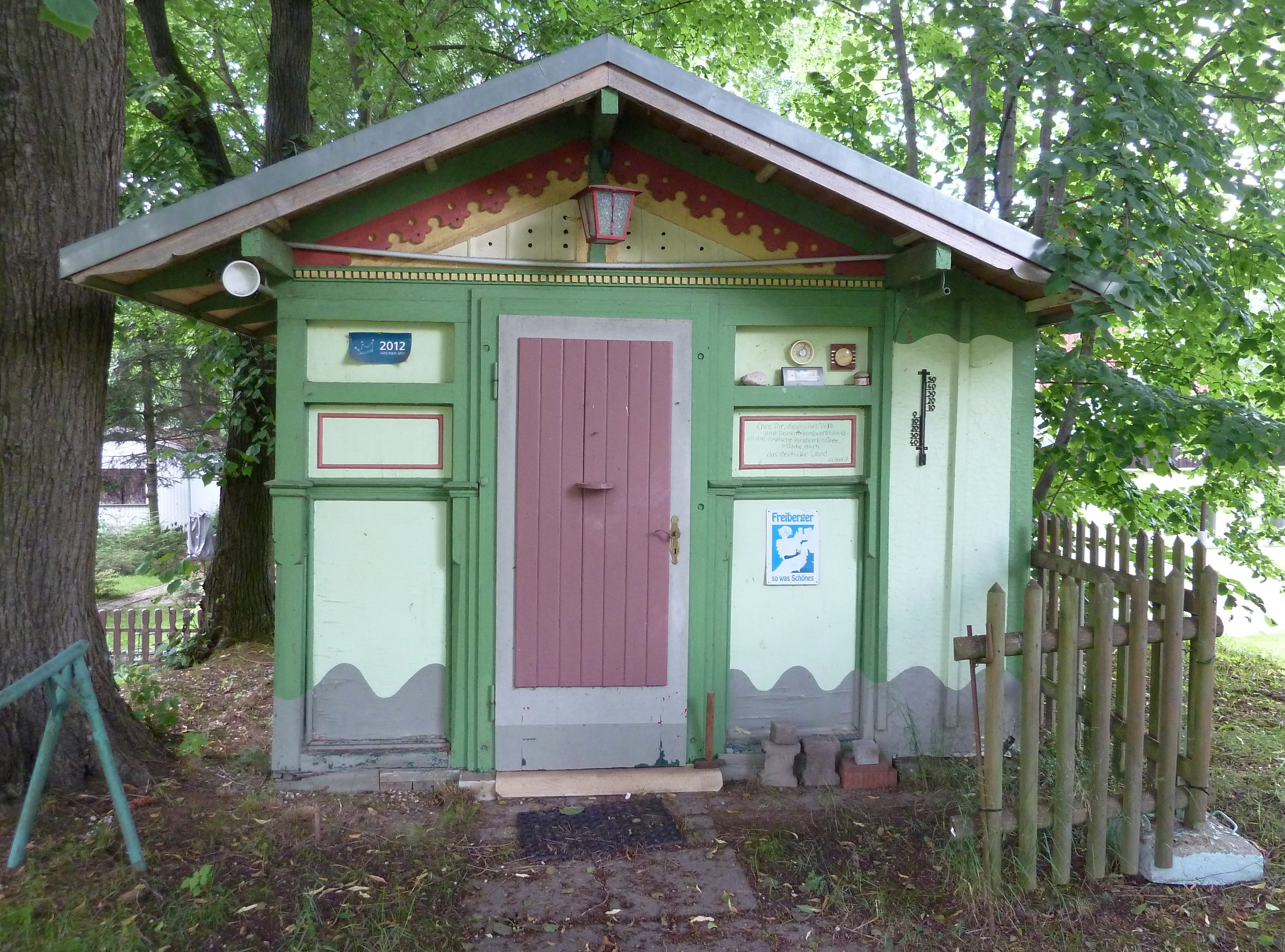
Historischer Bungalow 2021

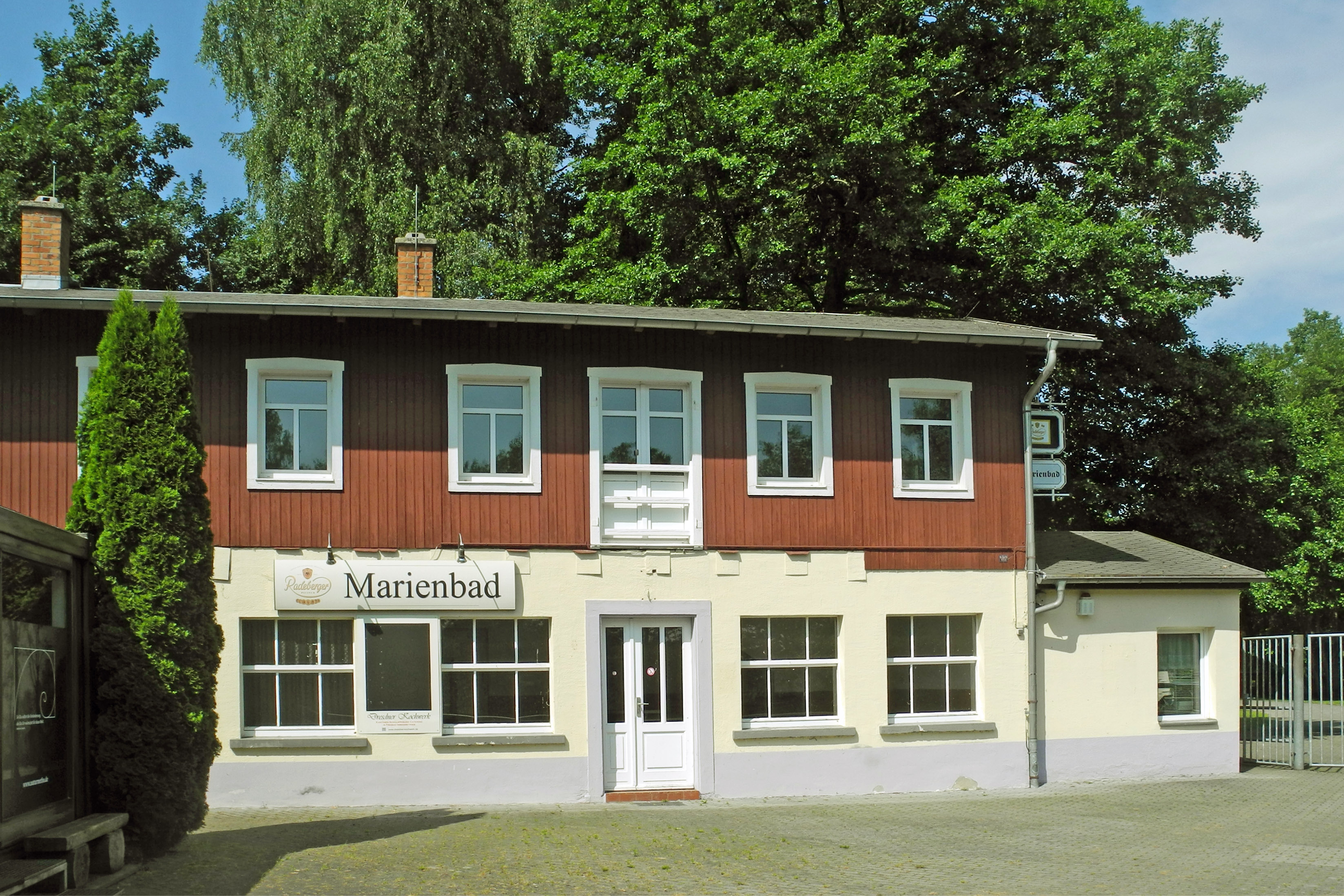
Die Badgaststätte 2021

Laut Grundsteuerkataster von Weißig gehörte das Areal mit zwei Teichen Ende 1898 einem Moritz Richard Scheere. Am 8. Juni 1900 meldete er eine Badeanstalt als Gewerbe an. Zu diesem Zeitpunkt nutzte er die Wasserflächen als Eisteiche, also zur Gewinnung von Natureis. Im Mai 1905 legte Scheere ein Projekt zur Errichtung eines Luft- und Sonnenbads vor. Diesem wurde unter Auflagen zugestimmt, während die Teiche im Winter weiter zur Eisgewinnung genutzt wurden. Die Eröffnung des Bades erfolgte 1906.
Scheere verkaufte das Gelände 1908 an die Witwe Marie Emilie Borsdorf, geborene Kluge (1857–1946) aus Loschwitz. Sie betrieb das Bad ab 1909 und ließ einen zweiten Badeteich anlegen. Mit Zustimmung des Gemeinderats ließ sie im selben Jahr einen dritten Teich als Gondelteich und Umkleidekabinen anlegen. Die Teiche wurden im Winter weiter zur Eisgewinnung genutzt. Nach einem erneuten Betreiberwechsel an Paul Höhle im April 1912 wurde in den Akten erstmals von den Marienbädern gesprochen. 1918 ging der Betrieb an den neuen Besitzer Gustav Friedrich Gierth über. Dieser führte den Badebetrieb bis zu seinem Tod im Mai 1936.
Bad und Grundstück erbte seine Tochter Frieda Helbig. Ihr Mann Johannes Helbig arbeitete seit 1934 im Bad und übernahm 1936 die Leitung. Nach dem Tod seiner Frau ging das Gewerbe an ihn über. Helbig warb 1945 für sein Luft- und Schwimmbad „Marienbäder Weißig“ als ein „Familienbad in gesunder, staubfreier Höhenlage am Rande der Dresdner Heide, längste Sonnenscheindauer durch freie Lage mit herrlicher Umgebung“. Zu diesem Zeitpunkt bestand das Bad aus einem 4500 Quadratmeter großen Badebereich, einem Gondelteich, Spiel- und Liegewiesen, getrennten Damen- und Herrensonnenbädern, einer Gaststätte und war auf „staubfreier Straße“ zu erreichen. Helbig bemühte sich mit Unterstützung der Gemeinde um die Instandhaltung des Bades. Trotzdem wurde der bauliche Zustand im Februar 1962 als so schlecht eingeschätzt, dass das Bad im Sommer 1962 geschlossen werden musste, wenn keine Ausbesserungsarbeiten stattfänden. Beim Rat des Bezirkes und beim Rat des Kreises wurde zwischen 1963 und 1965 ein „Perspektivplan für die Marienbäder in Weißig und Ausbau derselben zur sozialistischen Erholungsstätte im Rahmen der Entwicklung stadtnaher Erholungsgebiete“ erarbeitet. Dieser Plan enthielt den Ausbau und die Neugestaltung des Bades und die Errichtung einer Wochenendhaussiedlung. Die Siedlung wurde errichtet, der Ausbau des Bades unterblieb. Helbig setzte sich Anfang Juni 1965 mit der Gemeinde und dem Rat des Kreises zusammen, da er das Bad bis Ende 1965 gesundheits- und altersbedingt verkaufen wollte. Ab der Saison 1966 wurde das Bad durch die Gemeinde geführt.

## Die Anlage heute

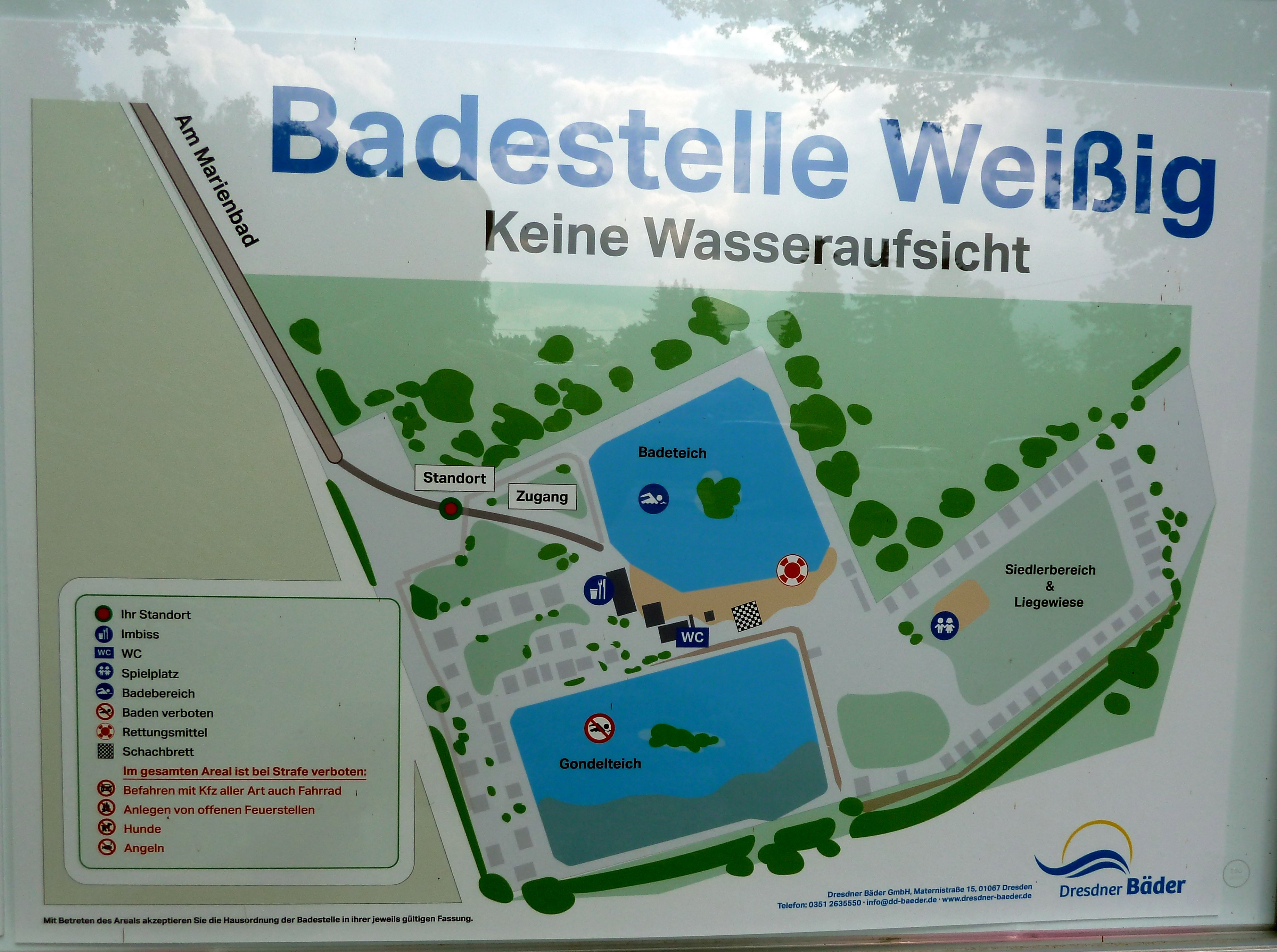
Plan der Anlage aus den 2020er Jahren

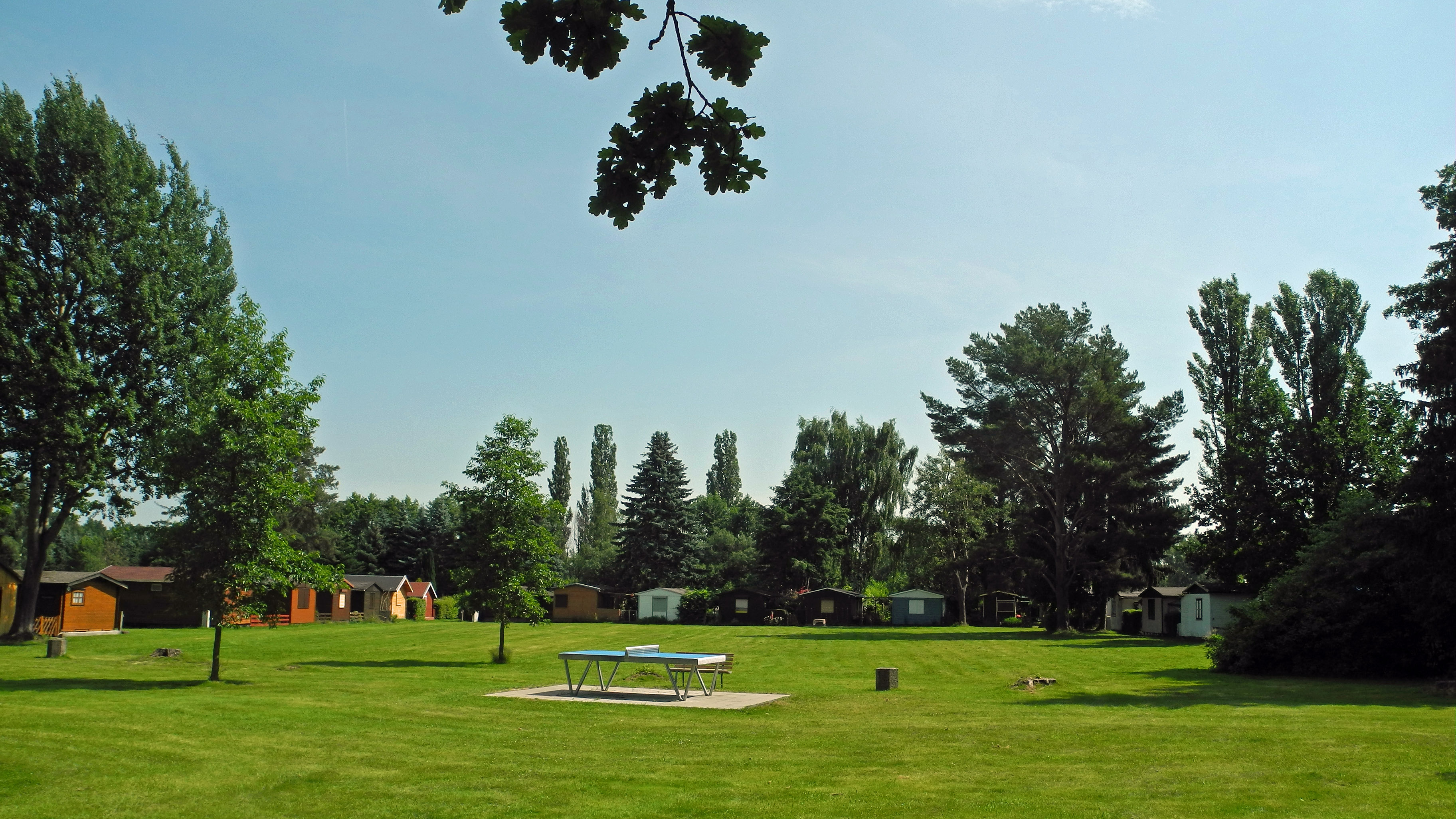
Liegewiese mit modernen Bungalows

Seit 1999, als Schönfeld-Weißig nach Dresden eingemeindet wurde, wird das Bad von den Städtischen Bädern (heute: Dresdner Bäder GmbH) betrieben. Im 4000 Quadratmeter großen, eingefassten Naturbadeteich mit Kiesgrund befindet sich eine Insel mit einem Baum. Gespeist wurde der Teich durch das Wasser des Mariengrabens aus Drainageleitungen. Durch Arbeiten an der Bundesstraße 6 ist die wasserrechtliche Genehmigung zur Entnahme erloschen und die Wasserzufuhr problematisch. Probebohrungen 2018 für einen eigenen Brunnen fanden auch in 99 Metern Tiefe nicht genügend Wasser. Dadurch ist der Wasserstand mit höchstens einem Meter recht niedrig. Die Kinderrutsche war wegen des niedrigen Pegels häufiger gesperrt und wurde abmontiert, als das Marienbad zur Badestelle umgewidmet wurde. Sprünge von der Insel sind wegen des niedrigen Wasserstands nicht mehr möglich.
Ein Planschbecken ist zwar vorhanden, aber stillgelegt. Neben einer großen Liegewiese gibt es einen Spielplatz, Tischtennisplatten und eine Außenschachanlage. Kamen 2002 noch 10.000 Besucher pro Jahr, hat diese Zahl stetig abgenommen. So wurde das Bad zur Badestelle umgewidmet und ist während der Öffnungszeit im Sommerhalbjahr kostenfrei zugänglich. Es ist kein Schwimmmeister anwesend, aber es stehen Rettungsmittel zur Verfügung. Die Sanitäranlagen werden regelmäßig gesäubert. Die Wasserqualität wird vom Gesundheitsamt überwacht. Der Gondelteich wird nicht mehr genutzt und ist verschilft.
Auf dem Gelände befinden sich auch 54 Bungalows. Die ältesten stammen aus den 1920er Jahren. Die Grundstücke sind zwischen 100 und 200 Quadratmeter groß, die Bungalows zwischen 15 und 35 Quadratmeter. Seit der Eingemeindung von Weißig (seit 1994 Schönfeld-Weißig) nach Dresden 1999 hat der Ortschaftsrat ein Mitspracherecht bei jeder Veränderung im Marienbad. Dies wurde unter anderem 2020 wichtig, als die Pachten der Bungalows erhöht werden sollten.